# Atherimorpha alisae
Atherimorpha alisae är en tvåvingeart som beskrevs av Paramonov 1962. Atherimorpha alisae ingår i släktet Atherimorpha och familjen snäppflugor. Inga underarter finns listade i Catalogue of Life.